# Scion tC
Scion tC — спорткупе автомобильной марки Scion, выпускаемое с 2004 по 2016 года. В Китае и некоторых странах Ближнего Востока с 2010 года продаётся под маркой Toyota Zelas.

## Первое поколение (2004—2010)
Первое поколение спорткупе Scion tC было представлено в 2004 году на североамериканском международном автосалоне. Автомобиль оснащается двигателем объёмом 2,4 литра мощностью 160 л. с., а также механической пятиступенчатой или автоматической четырёхступенчатой коробкой передач. Базовая комплектация автомобиля включала в себя без ключевой доступ, кондиционер, круиз-контроль, аудиосистему, люк в крыше, 17-дюймовые диски.

## Второе поколение (2010—2013)
Весной 2010 года на нью-йоркском автосалоне был представлен Scion tC второго поколения. В автомобиле 2011-го модельного года установлены новые 2,5-литровый двигатель мощностью 180 л. с. и шестиступенчатая механическая или автоматическая коробка передач. Второе поколение получило 18-дюймовые колёсные диски, увеличенные дисковые тормоза; изменились радиаторная решётка, воздухозаборники, передние и задние фары. У модели электронный усилитель руля и «спортивная» подвеска. Трёхдверный хетчбэк Scion tC продается только на американском рынке. Как и в случае с машиной первого поколения, автомобиль создан на платформе модели Avensis.

## Третье поколение (2013—2016)
В 2013 году был представлен обновлённый Scion tC. В автомобиле 2014-го модельного года увеличили жесткость кузова, оптимизировали амортизаторы, обновили шестиступенчатую автоматическую коробку передач. Обновлённые капот, передние фары, задний бампер демонстрируют более спортивный внешний вид. В салоне автомобиля обновлены обивочные материалы, а аудиосистема автомобиля получила сенсорный дисплей.

## Release Series

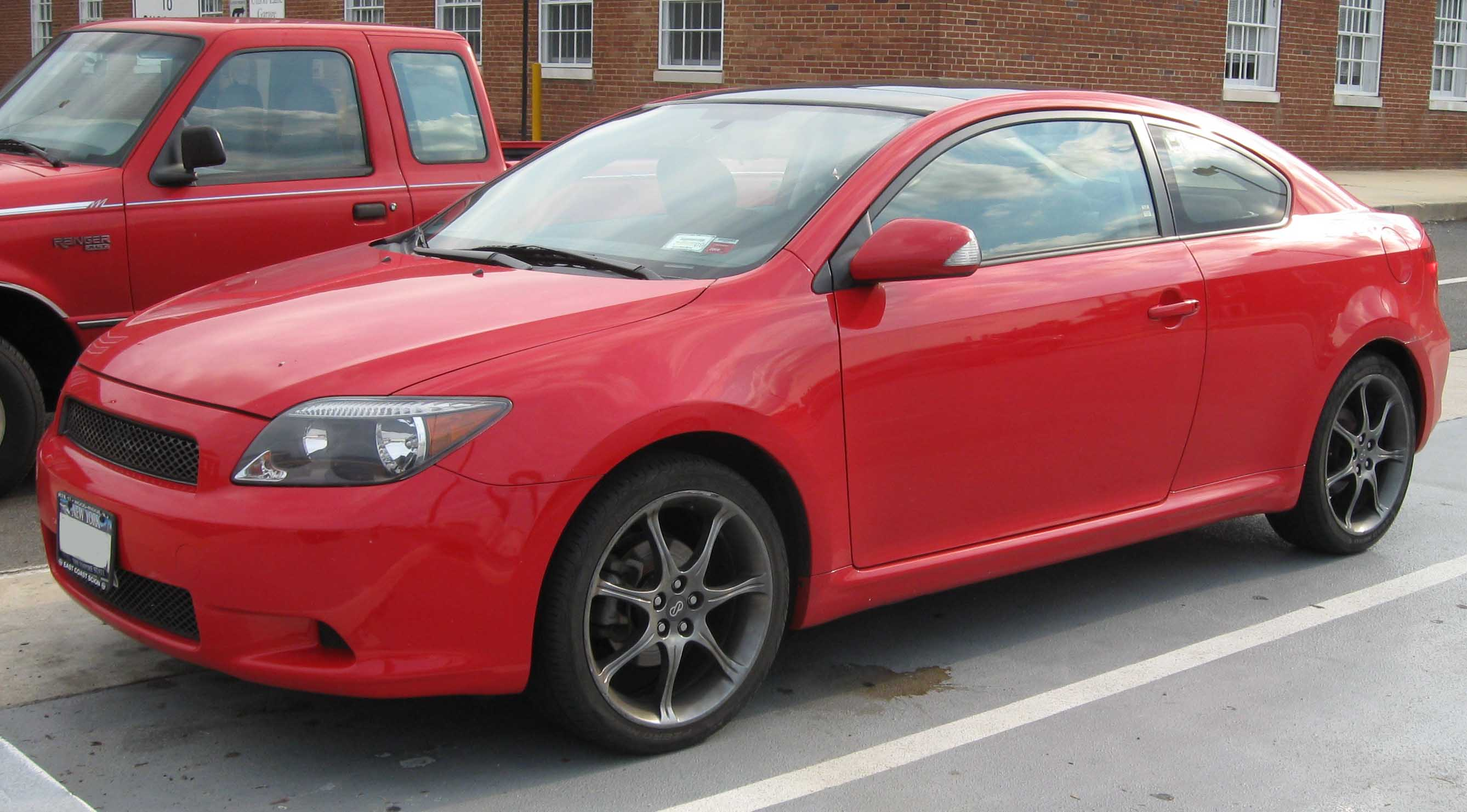
Scion tC Release Series 1.0

Автомобили бренда Scion позиционируются как молодёжные и имеющие большое количество различных автозапчастей для модификации и персонализации автомобилей. Подобные возможности компания демонстрировала выпуская специальные версии модели tC под названием Release Series, отличающиеся различной окраской и другими стайлинг-отличиями. Кузов первой представленной модели — Release Series 1.0 — отличался красным цветом (англ. Absolutely Red), а чёрный салон дополняла красная подсветка. Версия была выпущена количеством 2500 экземпляров. В 2006 году представлена следующая версия — Release Series 2.0. Кузов имеет синий цвет (англ. Blue Blitz Mica), а салон обит искусственной замшей. Каждый из 2600 автомобилей комплектуется 35-ваттным сабвуфером. Release Series 3.0 представленный в 2007 году выделяет кузов жемчужно-белого окраса (англ. Blizzard Pearl) и затемнённые фары. Чёрные сиденья из искусственной замши дополняют серые вставки по центру, а к аудиосистеме был также добавлен 35-ваттный сабвуфер. Модель ограничена 2500 штуками. В 2008 году был представлен Release Series 4.0 в сером цвете (англ. Galactic Gray Mica) и с набором обвесов. На чёрно-серых замшевых сиденьях присутствует вышивка tC RS 4.0. Лимит ограничен 2300 автомобилями. Новая версия, Release Series 5.0, была представлена в 2009 году. Автомобиль глянцево-чёрного цвета (англ. Gloss Black) дополнен различными компонентами (колёсные диски, глушитель и т. д.) от тюнинг-ателье Toyota Racing Development. Чёрные сиденья и руль дополняют вставки красного цвета. Всего выпущено 2000 экземпляров. Scion tC Release Series 6.0 был представлен в 2010 году. Синий (англ. Speedway Blue) кузов дополняют матово-чёрные виниловые вставки. Интерьер автомобиля также выполнен в сине-чёрной гамме. Эта версия ограничена 1100 экземплярами. В 2011 году был представлен Release Series 7.0. Кузов жёлтого цвета (англ. High Voltage yellow) с обвесами Toyota Racing Development дополняют чёрные боковые зеркала и колёсные диски. Всего выпущено 2200 единиц. Scion tC Release Series 8.0 был представлен в 2012 году и имеет красный (англ. Absolutely Red) кузов в сочетании с чёрными боковыми зеркалами и колёсными дисками. Автомобиль также получил обвесы, новое антикрыло и перемещенную в центр выхлопную трубу. Всего выпущено 2000 автомобилей. В 2014 году был представлен Release Series 9.0 ограниченный 2000 экземплярами. Кузов выполнен в двухцветной гамме: оранжевом и чёрном (англ. Magma Orange and Black). Версия создана в сотрудничестве с тюнинг-ателье Cartel Customs. Чёрный салон также дополняют оранжевые детали. Последняя специальная версия — Release Series 10.0 была представлена в 2016 году в количестве 1200 экземпляров. Кузов автомобиля выкрашен в красный цвет (англ. Barcelona Red) с обвесами от Кея Миуры, а Toyota Racing Development установило укороченные пружины и выхлопную систему с двумя патрубками.